# Anton Friedrich Harms
Anton Friedrich Harms (getauft am 20. Februar 1695 in Braunschweig; † 1745 in Kassel) war ein deutscher Maler, Bühnenbildner und Kunstschriftsteller.

## Leben
Der Sohn des Malers und Bühnenbildners Johann Oswald Harms († 1708) wählte den Beruf des Vaters. Nach dessen Tod zog er 1709 nach Kassel. 1728 kehrte er nach Braunschweig zurück, wurde 1737 zum Hofmaler und zugleich zum ersten Intendanten der herzoglichen Galerie in Salzdahlum ernannt. Aus der herzoglichen Galerie ging später das Herzog Anton Ulrich-Museum hervor. Für die Galerie verfasste er bis 1744 ein erstes, handschriftliches Inventar. Von Salzdahlum aus war er zwischen 1737 und 1743 auch für das Opernhaus am Braunschweiger Hagenmarkt als Dekorationsmaler tätig. Harms starb 1745 in Kassel.

## Werke (Auswahl)

### Gemälde
Für den Braunschweiger Dom schuf er 1728 das Altarbild „Die Himmelfahrt Christi“, welches Herzog August Wilhelm der Kirche schenkte. Seine Landschafts- und Architekturmalerei reicht qualitativ nicht an die seines Vaters heran. Er schuf Stillleben mit der naturgetreuen Darstellung toten Wildes, z. B. „Nature morte au lièvre, couple de fruits et panier de provisions“ von 1733.

### Schriften
- Tables historiques et chronologiques des plus fameux peintres anciens et modernes, Braunschweig, 1742
- Designation derer künstlichen und kostbahren Gemählden welche in denen Gallerien und Cabinetter des Fürstlichen Lust=Schlosses Salzthalen sich befinden, 1744 Digitalisat der Universitätsbibliothek Braunschweig nach dem Original im Herzog Anton Ulrich-Museum
- Briefe zur Malerei, 1744, in: C. L. Hagedorn, Briefe über die Kunst, 1797